# 東経9度線
東経9度線（とうけい9どせん）は、本初子午線面から東へ9度の角度を成す経線である。北極点から北極海、ヨーロッパ、地中海、アフリカ、大西洋、南極海、南極大陸を通過して南極点までを結ぶ。
東経9度線は、西経171度線と共に大円を形成する。

## 通過する地域一覧
東経9度線は、北極点から南極点まで南に向かって以下の場所を通っている。
| 地理座標                                           | 国土・領土・領海 | 備考 |
| -------------------------------------------------- | ---------------- | --- |
| 北緯90度0分 東経9度0分 / 北緯90.000度 東経9.000度  | 北極海           | |
| 北緯81度9分 東経9度0分 / 北緯81.150度 東経9.000度  | 大西洋           | |
| 北緯63度39分 東経9度0分 / 北緯63.650度 東経9.000度 | ノルウェー       | 北端はソール・トロンデラーグ県ヒトラ、南端はアウスト・アグデル県Tverrdalsøya |
| 北緯58度34分 東経9度0分 / 北緯58.567度 東経9.000度 | スカゲラク海峡   | |
| 北緯57度9分 東経9度0分 / 北緯57.150度 東経9.000度  | デンマーク       | ヴェンシュセルチュー島 |
| 北緯57度1分 東経9度0分 / 北緯57.017度 東経9.000度  | リムフィヨルド   | |
| 北緯56度50分 東経9度0分 / 北緯56.833度 東経9.000度 | デンマーク       | ユトランド半島（本土） |
| 北緯54度53分 東経9度0分 / 北緯54.883度 東経9.000度 | ドイツ           | シュレースヴィヒ＝ホルシュタイン州 ニーダーザクセン州 - ブレーメン州最東端部のすぐ東を通過 ノルトライン＝ヴェストファーレン州 ヘッセン州 バイエルン州 - 約5km ヘッセン州 バーデン＝ヴュルテンベルク州 |
| 北緯47度41分 東経9度0分 / 北緯47.683度 東経9.000度 | スイス           | |
| 北緯45度59分 東経9度0分 / 北緯45.983度 東経9.000度 | イタリア         | ロンバルディア州 - 約2km |
| 北緯45度58分 東経9度0分 / 北緯45.967度 東経9.000度 | スイス           | 約16km |
| 北緯45度50分 東経9度0分 / 北緯45.833度 東経9.000度 | イタリア         | ロンバルディア州 - ミラノのすぐ西を通過 ピエモンテ州 リグーリア州 - ジェノバのすぐ東を通過 |
| 北緯44度23分 東経9度0分 / 北緯44.383度 東経9.000度 | 地中海           | リグリア海 |
| 北緯42度39分 東経9度0分 / 北緯42.650度 東経9.000度 | フランス         | コルシカ島 - コルス地方公共団体 |
| 北緯41度29分 東経9度0分 / 北緯41.483度 東経9.000度 | 地中海           | ボニファシオ海峡 |
| 北緯41度7分 東経9度0分 / 北緯41.117度 東経9.000度  | イタリア         | サルデーニャ島 - サルデーニャ州 |
| 北緯39度0分 東経9度0分 / 北緯39.000度 東経9.000度  | 地中海           | ガリテ諸島（英語版）（ チュニジア）のすぐ東を通過 |
| 北緯37度7分 東経9度0分 / 北緯37.117度 東経9.000度  | チュニジア       | |
| 北緯32度8分 東経9度0分 / 北緯32.133度 東経9.000度  | アルジェリア     | |
| 北緯21度47分 東経9度0分 / 北緯21.783度 東経9.000度 | ニジェール       | |
| 北緯12度50分 東経9度0分 / 北緯12.833度 東経9.000度 | ナイジェリア     | |
| 北緯5度57分 東経9度0分 / 北緯5.950度 東経9.000度   | カメルーン       | |
| 北緯4度5分 東経9度0分 / 北緯4.083度 東経9.000度    | 大西洋           | ギニア湾 - ビオコ島（ 赤道ギニア）のすぐ東を通過 |
| 南緯0度39分 東経9度0分 / 南緯0.650度 東経9.000度   | ガボン           | |
| 南緯1度19分 東経9度0分 / 南緯1.317度 東経9.000度   | 大西洋           | |
| 南緯60度0分 東経9度0分 / 南緯60.000度 東経9.000度  | 南極海           | |
| 南緯69度55分 東経9度0分 / 南緯69.917度 東経9.000度 | 南極大陸         | ドローニング・モード・ランド（ ノルウェーが領有権を主張） |